# Sømådalen
 Sømådalen is een plaats in de Noorse gemeente Engerdal in fylke Innlandet. Het dorp ligt aan fylkesvei 26 aan de westkant van  het meer Femunden. Het kerkje in het dorp dateert uit 1937. 